# Bestuurskunde
Bestuurskunde is een wetenschappelijke discipline die zich bezighoudt met de wijze waarop het openbaar bestuur functioneert, zowel intern als extern. Bestuurskundigen houden zich bezig met de beschrijving, verklaring en oplossing van praktische vraagstukken die te maken hebben met het bestuur, de organisatie en het beleid van entiteiten (meestal organisaties) die de overheidstaak vervullen.

## Geschiedenis
In de ontwikkeling van de internationale bestuurskunde zijn vier generaties te onderscheiden: een pregeneratie en drie eigenlijke generaties.
- De pregeneratie; omvat denkers als Plato, Machiavelli en de kameralisten.
- De eerste generatie; vanaf Lorenz von Stein sinds 1855 hoogleraar in Wenen.
- De tweede generatie; tot 1945 met Luther Gulick en Lyndall Urwick als grondleggers van de Science of Administration.
- De derde generatie; na 1945, die de gedachten van Woodrow Wilson en van de generatie daarna ter discussie stelde.
- Bestuurskunde in Nederland: De ontwikkelingen in Nederland liepen op bepaalde punten vooruit op internationale ontwikkeling.

## Kernbegrippen uit de bestuurskunde
- Bestuur en besturing zijn in de bestuurskunde belangrijke onderwerpen. Besturing kan worden onderverdeeld in sturing en stuwing. Stuwing is op gang brengen of afremmen van maatschappelijke ontwikkelingen, door bijvoorbeeld het toekennen of juist het intrekken van subsidies. Sturing is naast stuwing ook het pogen tot gerichte beïnvloeding, bijvoorbeeld door middel van beleidsprogramma's.
- Het begrip beleid is beperkter dan sturen of besturen. Beleid is een van de vormen van (be)sturen. Het geeft de inhoud van sturing aan: de doelen die men met sturing wil bereiken. Beleid impliceert een bepaalde aanpak van een probleem. Ook als besloten wordt om niets te doen valt dat "niets doen" onder het begrip "beleid".
- Om beleid te ontwikkelen en te realiseren heeft het bestuur een organisatie nodig. De bestuurskunde richt zich ook op die organisatie, op het leiden daarvan en op het personeel dat zich daarin bevindt: de ambtenaren.
- Het politieke systeem is het geheel van gedragingen, opvattingen en posities in de maatschappij voor zover die tot doel hebben overheidsbeleid te beïnvloeden. Naast politieke partijen betreft dit bijvoorbeeld pressiegroepen en media. Ook het openbaar bestuur zelf maakt deel uit van het politieke systeem.

## Opleiding
In België wordt bestuurskunde aangeboden in de opleiding "bestuurskunde en publiek management" aan de Universiteit Gent (faculteit Economie en Bedrijfskunde), waar het bestaat uit een academische bachelor en een daaropvolgende master. Ook aan de Vrije Universiteit Brussel wordt een cursus Bestuurswetenschappen en overheidsmanagement georganiseerd.. Aan de KU Leuven wordt een Master  in het Overheidsmanagement en -beleid aangeboden.
Hoewel men bestuurskunde kan bestuderen vanuit verschillende disciplines, zoals economische wetenschappen, het recht, de sociologie, politieke wetenschappen etc., bestaat er ook een specifieke opleiding master in de bestuurskunde, als afstudeerrichting binnen de sociale wetenschappen. Zo wordt aan de Vrije Universiteit Amsterdam de master Beleid, Communicatie en Organisatie aangeboden. Aan de Rijksuniversiteit Groningen bestaat de master Juridische Bestuurskunde aan de Faculteit Rechtsgeleerdheid. En aan de Radboud Universiteit worden drie masterrichtingen aangeboden: Beleidsadvisering, Besturen van Veiligheid en ten slotte Bestuur en Management van Lokale Vraagstukken. De Universiteit Twente biedt de opleiding Bestuurskunde sinds 1976 aan, maar voert sinds 2017 een andere naam: de bachelor heet Management, Society & Technology, de master's Public Administration en de Europese variant op Bestuurskunde, European Studies. De Universiteit Leiden biedt een bachelor Bestuurskunde en een master Public Administration aan.